# Михельбах (Нижняя Австрия)
Михельбах (нем. Michelbach (Niederösterreich)) — ярмарочная коммуна (нем. Marktgemeinde) в Австрии, в федеральной земле Нижняя Австрия.
Входит в состав округа Санкт-Пёльтен. Население составляет 924 человека (на 31 декабря 2005 года). Занимает площадь 24,95 км². Официальный код — 31923. На территории коммуны находится народная обсерватория Санкт-Пёльтен.

## Политическая ситуация
Бургомистр коммуны — Франц Грандль (АНП) по результатам выборов 2005 года.
Совет представителей коммуны (нем. Gemeinderat) состоит из 15 мест.
- АНП занимает 9 мест.
- Партия BÜMI занимает 5 мест.
- СДПА занимает 1 место.